# Casa pairal de Martí-Miralles
La casa pairal de Martí-Miralles és un edifici de Freginals (Montsià) inclòs en l'Inventari del Patrimoni Arquitectònic de Catalunya.

## Descripció
És una casa pairal, situada enfront de l'església, és un gran edifici de planta baixa i dos pisos amb murs de maçoneria amb carreu a alguna cantonada i a les portes, allindanades. Al primer pis balcons, els muntants i baix amb arrebossat fi. Té façana a tres carrers.
Coberta de teula a dos vessants, amb ràfec suportat per bigues de fusta, de la qual destaca la porta externa de la façana principal, la qual introdueix formes triangulars sobre el buit rectangular.
A la llinda de la porta principal hi posa: "AÑO 1728". Al revers de la llosa del balcó: "1904". A la llinda de la del carrer dels socors nº3: "1906

## Història
Joan Martí i Miralles, nat el 1867, fou un conegut jurista, que un cop acabada la carrera s'establí a Barcelona. Publicà alguns llibres sobre temes de lleis.
El llinatge dels Miralles sembla que procedia en origen de Santa Maria de Miralles (Anoia) i que s'establiren a la comarca del Montsià després de la conquesta a mitjan segle xii. El casal fou destruït a la Guerra de Successió i reconstruït el 1728.